# Qaraqoyyn Köli
Qaraqoyyn Köli är en saltsjö i Kazakstan.   Den ligger i oblystet Qaraghandy, i den centrala delen av landet, 600 km söder om huvudstaden Astana. Arean är 107 kvadratkilometer.